# Civilización ecológica
La civilización ecológica es el concepto hipotético que describe el supuesto objetivo final de la reforma social y ambiental dentro de una sociedad determinada. Implica que los cambios requeridos en respuesta al calentamiento global y las injusticias sociales son tan amplios como para requerir otra forma de civilización humana, basada en principios ecológicos. En un sentido amplio, la civilización ecológica implica una síntesis de cambios sociales, económicos, educativos, políticos, agrícolas y de otro tipo hacia la sostenibilidad.
Aunque el término se acuñó por primera vez en la década de 1980, no tuvo un uso generalizado hasta 2007, cuando la “civilización ecológica” se convirtió en un objetivo explícito del Partido Comunista Chino (PCCh). En abril de 2014, la Alianza de Civilizaciones de las Naciones Unidas y la Organización Colaborativa Internacional para la Seguridad Ecológica fundaron un subcomité sobre civilización ecológica.  Los defensores de la civilización ecológica están de acuerdo con el Papa Francisco, quien escribe: "No nos enfrentamos a dos crisis separadas, una ambiental y otra social, sino a una crisis compleja que es tanto social como ambiental. Las estrategias para una solución exigen un enfoque integrado para combatir la pobreza, devolver la dignidad a los excluidos y, al mismo tiempo, proteger la naturaleza.” Como tal, la civilización ecológica enfatiza la necesidad de importantes reformas ambientales y sociales que sean a la vez de largo plazo y de orientación sistémica.

## Historia
En 1984, expertos ambientales de la ex Unión Soviética propusieron el término “civilización ecológica” en un artículo titulado “Formas de entrenar la civilización ecológica individual bajo condiciones socialistas maduras”, que se publicó en Comunismo científico, Moscú, vol. 2. 
Tres años más tarde, el concepto de civilización ecológica (chino:生态文明; pinyin: shēngtài wénmíng ) se retomó en China y fue utilizado por primera vez por Qianji Ye (1909-2017), un economista agrícola, en 1987.  El profesor Ye definió la civilización ecológica basándose en la ecología y la filosofía medioambiental.
La primera vez que se usó la frase “civilización ecológica” como término técnico en un libro en inglés fue en 1995 por Roy Morrison en su libro Ecological Democracy.
El término se encuentra más frecuentemente en las discusiones chinas a partir de 2007. En 2012, el Partido Comunista Chino  incluyó el objetivo de lograr una civilización ecológica en su constitución, y también se incluyó en su plan quinquenal. En el contexto chino, el término generalmente presupone el marco de un “posmodernismo constructivo”, en oposición a una extensión de las prácticas modernistas o un “posmodernismo deconstructivo”, que se deriva de la deconstrucción de Jacques Derrida.
Tanto la "civilización ecológica" como el "posmodernismo constructivo" se han asociado con la filosofía del proceso de Alfred North Whitehead . David Ray Griffin, filósofo del proceso y profesor de la Escuela de Teología de Claremont, utilizó por primera vez el término “posmodernismo constructivo” en su libro de 1989, Varieties of Postmodern Theology.  Un tema más secular que surgió de la filosofía del proceso de Whitehead ha sido planteado por el filósofo ambiental australiano Arran Gare en su libro titulado The Philosophical Foundations of Ecological Civilization: A Manifesto for the Future (Los fundamentos filosóficos de la civilización ecológica: un manifiesto para el futuro).
La conferencia internacional más grande realizada sobre el tema “civilización ecológica” (Seizing an Alternative: Toward an Ecological Civilization ) se llevó a cabo en el Pomona College en junio de 2015, reuniendo a aproximadamente 2000 participantes de todo el mundo y presentando a líderes del movimiento ambientalista como Bill McKibben, Vandana Shiva, John B. Cobb, Jr., Wes Jackson y Sheri Liao. Esto se llevó a cabo junto con el 9º Foro Internacional sobre Civilización Ecológica, una serie de conferencias anuales en Claremont (California) establecida en 2006.
Luego de la conferencia Seizing an Alternative (Aprovechando una alternativa), Philip Clayton y Wm. Andrew Schwartz cofundaron el Institute for Ecological Civilization (EcoCiv) y fueron coautores del libro What is Ecological Civilization: Crisis, Hope, and the Future of the Planet, que se publicó en 2019.
Desde 2015, la discusión en China sobre la civilización ecológica se asocia cada vez más con una forma “orgánica” de marxismo. El término “marxismo orgánico” fue utilizado por primera vez por Philip Clayton y Justin Heinzekehr en su libro de 2014, Organic Marxism: An Alternative to Capitalism and Ecological Catastrophe . El libro, que fue traducido al chino y publicado por People's Press en 2015, describe la civilización ecológica como un objetivo orientador para el movimiento ecológico global.